# Wellingtonrenbaan
Die Wellingtonrenbaan ist eine Pferderennbahn in der belgischen Stadt Ostende. Sie ist nach Arthur Wellesley, 1. Duke of Wellington benannt.

## Geschichte
Die Wellingtonrenbaan wurde auf dem Gelände eines Forts errichtet und 1883 von Henry Wellesley, 3. Duke of Wellington und Leopold II. eröffnet. Am 1. September 1899 war die Rennbahn Ziel der ersten internationalen Auto-Rallye in Belgien. Zwischen den beiden Weltkriegen wurde die Anlage zu einer der wichtigsten Rennbahnen für Trab und Galopp in Europa. Im Rahmen der Olympischen Sommerspiele 1920 in Antwerpen fanden auf der Wellingtonrenbaan die Spiele des Poloturniers statt. Während des Zweiten Weltkriegs wurden einige Gebäude der Anlage zerstört. 1947 erfolgte der Wiederaufbau nach den Plänen von Victor Fobert. 
1997 fand auf der Wellingtonrenbaan ein Konzert von Michael Jackson und sechs Jahre später von Bon Jovi statt. Des Weiteren war die Rennbahn Austragungsort der Crosslauf-Weltmeisterschaften 2001.
Inzwischen wurde im Inneren der Rennbahn sowie am südwestlichen Ende ein Golfplatz angelegt.